# Chauvetgrotten
Chauvetgrotten eller fr.  Grotte Chauvet-Pont-d’Arc i Ardèche i det sydlige Frankrig blev opdaget 1994. 
Grottens mangfoldige fantastiske hulemalerier er blandt de ældste kendte, udført i to perioder: for 37.000 til 33.500 år siden og for 31.000 til 28.000 år siden. Den seneste datering (2020) estimerer hulens ældste maleri at være 36.500 år gammelt og stamme fra aurignacien.
Der forskes stadig i grotterne, og alt er endnu ikke klarlagt. Motiverne er især forskellige slags dyr, men man har også fundet en venusfigur i loftet og pletter, der antages at være afsat af et menneskes højre håndflade.
Hulerne blev i 2014 optaget på UNESCOs Verdensarvsliste.